# Josef Janisch
Josef Janisch (Salzburgo, 22 de abril de 1909 - Tuxer Joch, 26 de julio de 1964) fue un ingeniero y oficial de las SS nazis, participante en el Holocausto judío durante la Segunda Guerra Mundial. Fue miembro de la Sección IVB4 de la Gestapo.
Janisch ingresó al Partido Nazi con el número 1.619.295 y a las SS con el número 299.849. Alcanzó el grado de SS obersturmführer (teniente). Fue condecorado con la Cruz de Servicio de Guerra de primera clase. Trabajó en el Departamento de Construcción de Auschwitz, siendo el responsable de la construcción de los crematorios del campo de concentración de Birkenau. Pasa posteriormente a la Sección IVB4b, a cargo de la Sección de Transporte, trabajando directamente a las órdenes de Adolf Eichmann.
Después de la guerra fue capturado por los estadounidenses, quienes lo llevaron ante los tribunales por crímenes contra la humanidad.

## Ascensos
- SS Mann - soldado raso. Enero de 1942
- SS Untersturmführer - subteniente. Otoño de 1942
- SS Obersturmführer - teniente. Enero de 1943.